# Propulseur d'appoint à poudre de la navette spatiale américaine
Pour des articles plus généraux, voir Propulseur d'appoint et Navette spatiale américaine.

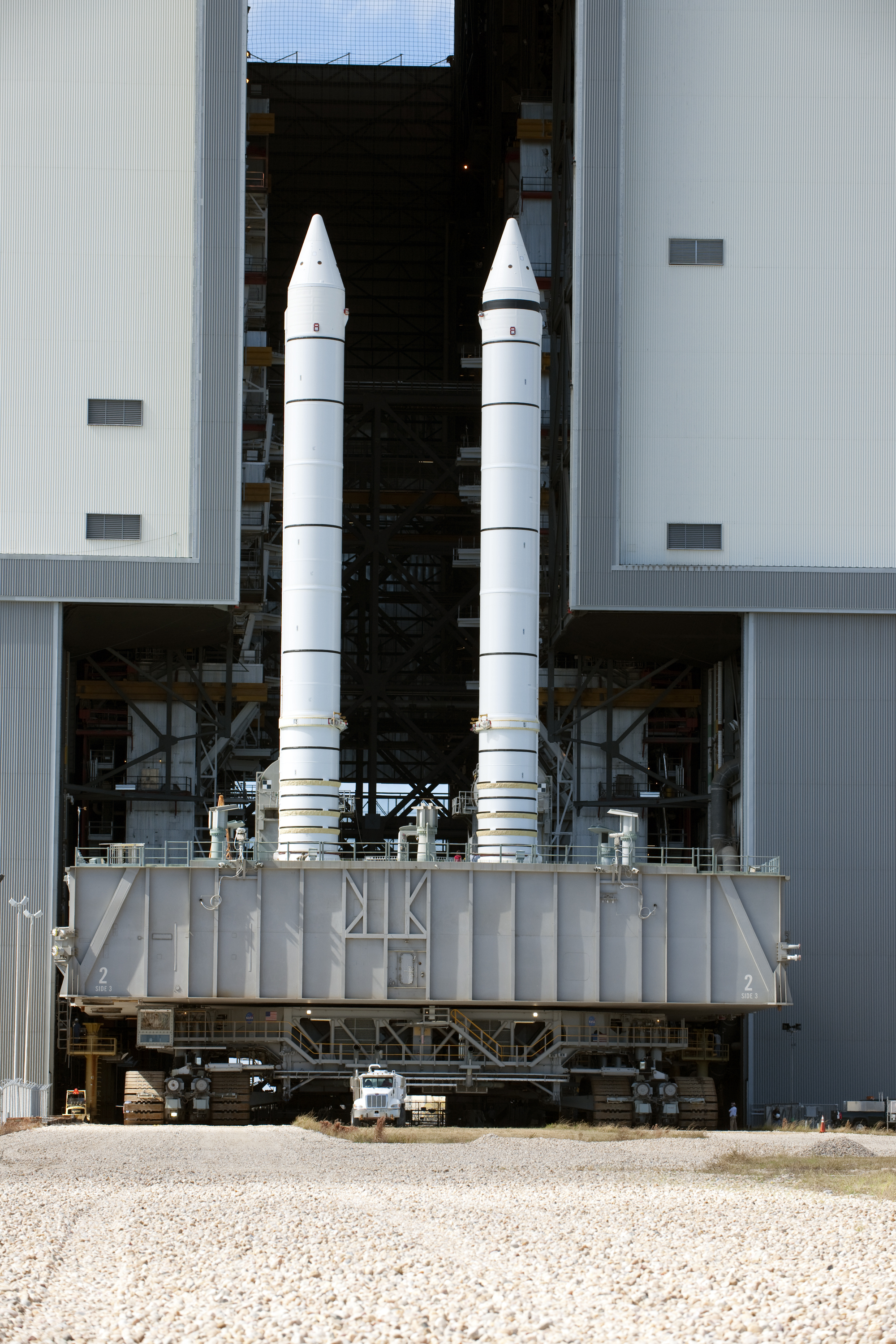
Les deux boosters de la navette Endeavour, de la mission STS-134.

Les deux propulseurs d'appoint à poudre de la navette spatiale américaine sont également appelés booster ou SRB (en anglais : Solid Rocket Booster). Ces propulseur d'appoint sont deux moteurs-fusées attachés au réservoir des navettes spatiales américaines au moment du lancement. Ils permettent d'apporter la poussée supplémentaire nécessaire à la navette dans la première phase de son ascension (en anglais, to boost veut dire renforcer ou augmenter).
Le propulseur d'appoint se compose de quatre segments assemblés par des anneaux, auxquels sont ajoutées la coiffe électronique et la tuyère orientable. 

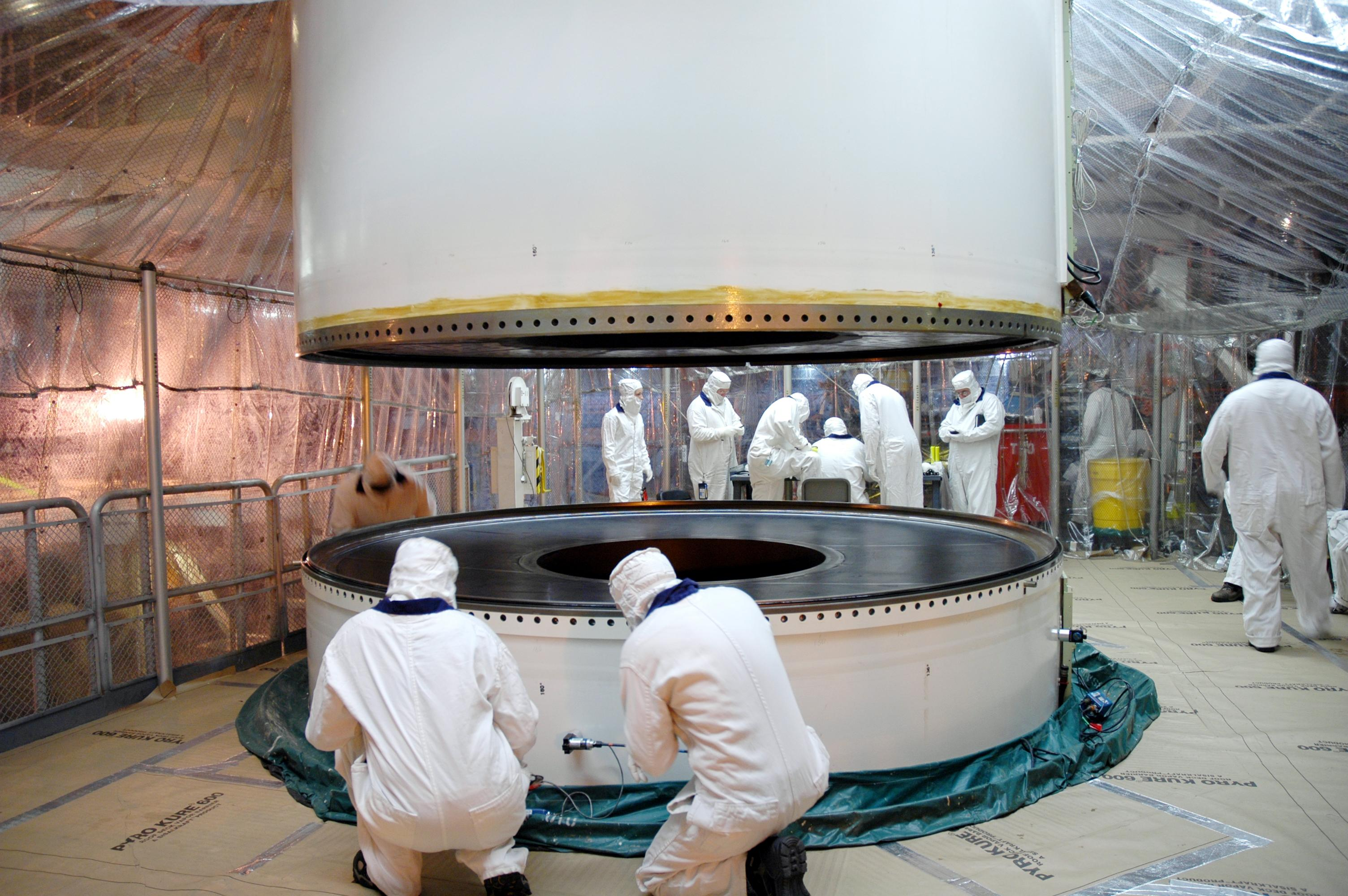
Deux segments en cours d'assemblage.

## Présentation

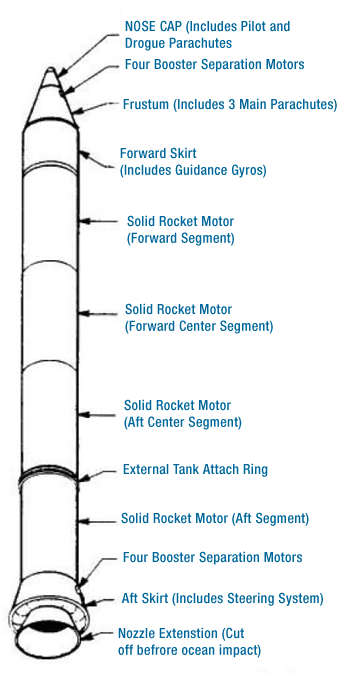
schéma d'un booster

### Structure
Chaque propulseur à poudre est composé principalement d'une enveloppe cylindrique en acier longue de 45,6 mètres (avec la tuyère) et d'un diamètre de 3,71 mètres, d'un cône avant dans lequel se trouvent les parachutes et d'une tuyère orientable. La masse à vide est de 63 tonnes.
Les segments s'emboîtent entre eux et sont solidarisés par 177 chevilles répartis sur la circonférence. Pour pouvoir résister aux très fortes pressions et températures, trois joints assurent l'étanchéité entre les segments. En 1986, la défaillance de ces joints créa une ouverture à travers laquelle une flamme vint perforer le réservoir externe entraînant la destruction de la navette Challenger et la mort de son équipage. Depuis, les joints et la manière dont les segments sont solidarisés ont été revus. 

### Tuyère
La tuyère peut être inclinée de 7° par rapport à l'axe du propulseur pour orienter la poussée et corriger la trajectoire de la navette. La force motrice utilisée pour orienter les tuyères est fournie par deux systèmes hydrauliques redondants dont la source d'énergie est un moteur consommant de l'hydrazine.

### Extrémité supérieure
L'extrémité supérieure du propulseur, en forme de cône, contient un parachute extracteur et trois parachutes principaux de 40 mètres de diamètre qui sont déployés après le largage des propulseurs pour permettre leur récupération par bateau. 
Huit petits propulseurs à poudre répartis en deux groupes de quatre sont utilisés pour écarter le propulseur d'appoint de la navette après la séparation.

### Propergol solide
Pour pouvoir couler le propergol, le cylindre est divisé en 5 segments qui sont solidarisés une fois qu'ils ont reçu leur charge. 
Le propergol, moulé dans l'enveloppe, se présente sous la forme d'un bloc de poudre de 469 tonnes qui contient, intimement mélangés, le comburant (du perchlorate d'ammonium), le carburant (de la poudre d'aluminium) ainsi que d'autres composants sous forme de trace :
- 16 % poudre d'aluminium pulvérulent (carburant) ;
- 69,6 % perchlorate d'ammonium (comburant) ;
- 0,4 % poudre d'oxyde de fer (catalyseur) ;
- 12 % polybutadiène acrylonitrile (liant) ;
- 2 % polyépoxydes.

Le bloc est percé d'un canal longitudinal qui sert de chambre de combustion. Le canal a une géométrie complexe destinée à réguler la combustion suivant la courbe de puissance désirée. La géométrie du canal au centre du bloc est définie pour fournir une poussée maximale au décollage qui tombe à 70 % 55 secondes plus tard puis reste par la suite à peu près constante. À cet effet, la section du canal du segment avant (haut) a la forme d'une étoile à 11 branches, tandis que le canal des quatre autres segments a la forme d'un double cône tronqué. 
La dénomination « propulseur à poudre » est inappropriée car le propergol solide a la consistance d'une gomme dure. L'appellation américaine est d'ailleurs SRB (Solid Rocket Booster). 

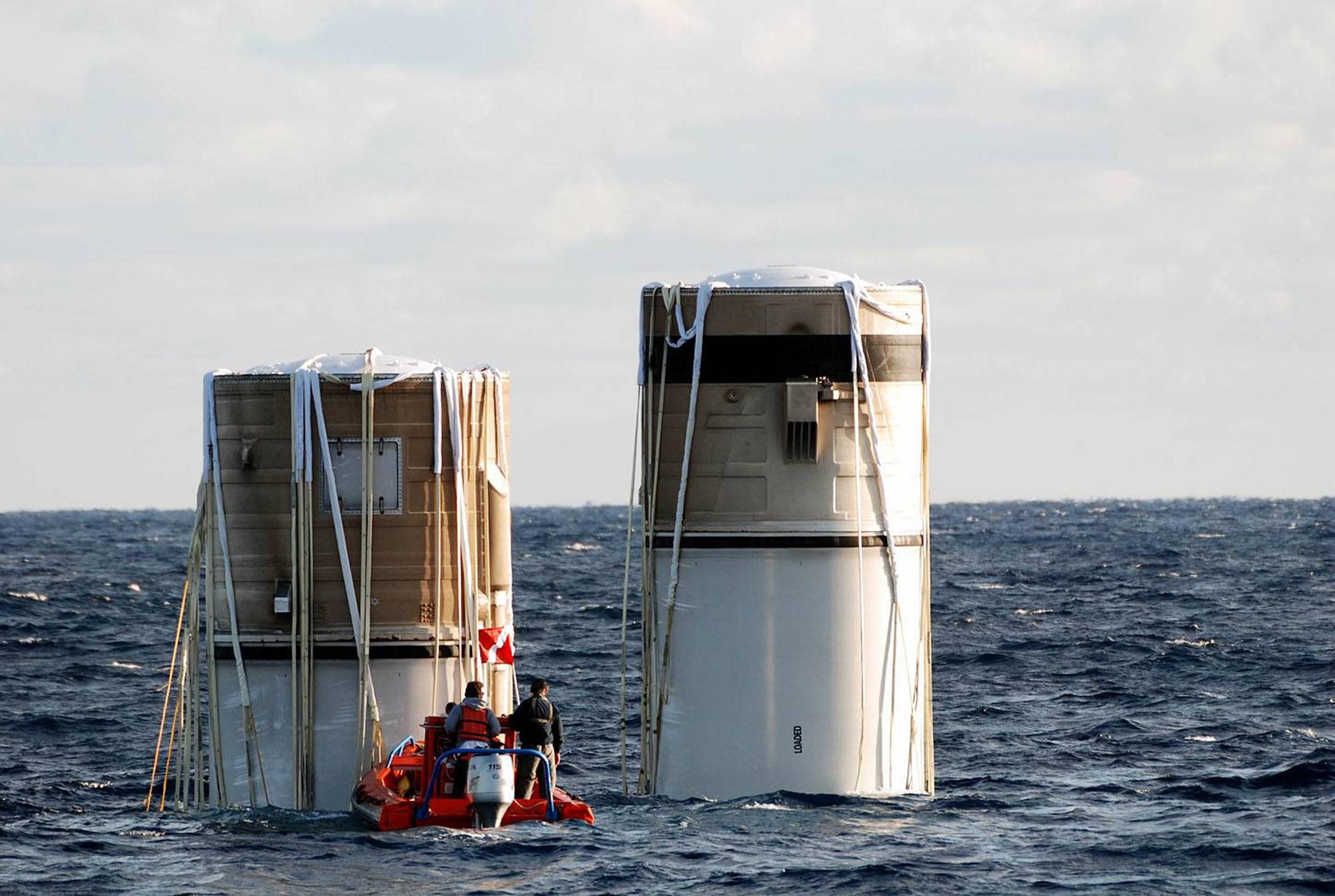
Récupération des propulseurs de la navette spatiale

## Utilisation par la navette
Avant le décollage, les 2 000 tonnes de l'ensemble composé par la navette, le réservoir et les propulseurs reposent entièrement sur les propulseurs.
Lorsque le propulseur est allumé, la surface interne du bloc de poudre côté canal se met à brûler et produit des gaz chauds qui sont expulsés à grand vitesse par la tuyère en générant une poussée de 1 246 tonnes. Les deux propulseurs d'appoint de la navette fournissent plus de 71,4 % de la poussée totale des moteurs de la navette durant les deux premières minutes du vol avant d'être largués lorsque celle-ci a atteint une altitude de 46 km. Une fois allumé, le propulseur à poudre fonctionne jusqu'à épuisement du propergol et ne peut être éteint contrairement aux moteurs de l'orbiteur. 
Les propulseurs sont détachés après environ deux minutes d'ascension et retombent dans l'océan, où ils sont récupérés par deux navires, le Freedom Star et le Liberty Star. Ramenés à cap Canaveral. Ils sont ensuite envoyés par train dans l'Utah où ils sont préparés pour un autre vol (ces propulseurs sont réutilisés une vingtaine de fois avant d'être remplacés).

## Autre utilisation
Une version dérivée devait être utilisée sur les fusées Ares, en version 5 et 7 segments, avant l'abandon du projet[réf. souhaitée]. 
Le lanceur Space Launch System reprend ces concepts[réf. souhaitée].

## Accidents
On retiendra que les défaillances structurelles du booster ont provoqué un accident aussi tragique que mémorable. Le 28 janvier 1986, la navette spatiale Challenger est perdue 73 secondes après le décollage. Une fuite de gaz chauds, due à une faiblesse apparue sur un joint torique, incendie le réservoir principal d'hydrogène et provoque l'explosion. Cette fuite était due à une mauvaise résistance au froid des joints, sous-estimée du fait du climat de Floride et d'une nuit particulièrement froide la veille entraînant la formation de glace sur le pas de tir et les structures de la navette[réf. souhaitée].